# Finn Mortensen
Finn Mortensen, född den 6 januari 1922 i Kristiania (nuvarande Oslo), död den 23 maj 1983, var en norsk tonsättare, kritiker och musiklärare i samtida musik.

## Biografi
Mortensen var son till förläggaren Ernst G. Mortensen och studerade harmonilära för Thorleif Eken, komposition för Klaus Egge och Niels Viggo Bentzon och piano för Erling Westh och bas för Reidar Furu vid Konservatoriet i Oslo. Hans kompositioner hade fram till 1953 neoklassiska och expressionistiska drag. Impulser från Wienskolan dominerade över de nationella. Från 1970 närmade han sig tolvtonsmusik, serialism och aleatorisk musik, något som han själv kallade nyseriell musik. Hans verkslista omfattar ett 50-tal opusnummer.
Mortensen och Øistein Sommerfeldt hade sitt första offentliga framträdande den 26 april 1954 i universitetets aula med Mortensens Stråktrio, som tidigare bara hade framförts på NRK radio 1951 och i Oslo domkyrka 1952. Den av Alf Anderson beställda Sonata för flöjt uruppfördes och Blåskvintett. Han deltog dessutom på de berömda sommarkurserna i Darmstadt och Karlheinz Stockhausen mästarklass vid Studio für Elektronische Musik i Köln. 
Från 1970 var Mortensen anställd vid Musikkonservatoriet i Oslo, där han blev Norges första professor i komposition (1973). Han efterträdde dessutom Pauline Hall som ledare för Ny musikk (1961–1964, 1966–1967), en viktig förening för att främja samtida musik. Han var senare chef för Rikskonserter och musikkritiker i Dagbladet.
Mortensen arbeten framförs fortfarande av t.ex. Oslo Filharmoniska Orkester på Ultima festivalen 2004. Konsert för piano och orkester (1963) inspirerades av jazzpianisten Cecil Taylors framträdande på Metropol Jazz Club i Oslo (1962), och var tillägnad och uruppfördes av Kjell Bækkelund med anledning av dennes 25-årsjubileum som artist.
Mortensen var vida känd för sina spontana kompositioner framför Oslo rådhus. Hans sista föreläsning hölls på klubben "Pilsen" i Oslo.
Mortensen var styrelsemedlem i flera musikorganisationer som Norsk komponistförening 1958–1960 och 1972–1974, TONO 1959–1960 och ordförande i Ny Musikk 1961–1964 och 1966–1967.